# تامار آمیلاخوری
تامار آمیلاخوری (گرجی: თამარ ამილახორი) یک اشرافزاده گرجی از خاندان آمیلاخوری وی یکی از همسران صیغه ای مورد علاقه شاه عباس صفوی و مادر محمدرضا میرزا، چهارمین پسر شاه بود.
تامار دختر فرامرز آمیلاخوری و یکی از خواهران عبدالغفار آمیلاخوری بود. در حدود سال ۱۶۱۹ پس از آنکه شاه عباس دستور داد حدود ۴۰۰۰۰ خانواده مهاجران گرجی و ارمنی در فرح آباد به انجام مراسم دینی بپردازند. تامار ۳۰۰۰۰ تومان برای ساخت و ساز یک جاده " میانگذر برای تمام آب و هوا به فرح‌آباد " اهدا کرد. او این عمل را در راه خدا و برای سلامتی شاه عباس انجام داد.